# Siti Nurhaliza
Datin Sri' Siti Nurhaliza binti Tarudin (jawi: سيتي نورهاليز بنت تارودين), née le 11 janvier 1979, est une chanteuse et compositrice malaisienne. En plus de sa carrière artistique, elle est à la tête de plusieurs sociétés, dont sa société de production et sa propre ligne de cosmétiques.

## Biographie
Détentrice de plusieurs disques de platine, elle a reçu plus de 200 récompenses, tant nationales qu'internationales. Sa carrière démarre en 1995, lorsqu'elle remporte, à l'âge de seize ans, l'émission Bintang HMI, un télé-crochet diffusée sur la chaîne publique malaisienne RTM. Elle se voit alors proposer différentes propositions de contrats chez des grandes maisons de disque. Son premier single, « Jerat Percintaan », issu de son premier album studio sorti en 1996, remporte plusieurs récompenses, dont le 11e Anugerah Juara Lagu, récompense suprême des « victoires de la musique » malaisiennes, ainsi que le Prix de la meilleure performance et le Prix de la meilleure balade.
En termes de récompenses, elle a remporté 34 Anugerah Industri Muzik, 22 Anugerah Bintang Popular, 21 Anugerah Planet Muzik, 18 Anugerah Juara Lagu, quatre MTV Asia Awards, et est titulaire de deux records dans le Malaysia Book of Records. Auteur de 14 albums studio, elle est l'une des artistes les plus populaires de l'Asie du Sud-Est insulaire et de l'Indonésie. En outre, elle est classée parmi les artistes les plus riches, les plus influents et les plus récompensés de Malaisie.
En 2005, elle est élue seconde meilleure artiste musicale asiatique par la chaîne de télévision MTV Asia, et meilleure artiste asiatique par Channel V.

## Discographie
- 1996 : Siti Nurhaliza I
- 1997 : Siti Nurhaliza II
- 1997 : Cindai
- 1998 : Adiwarna
- 1999 : Seri Balas
- 1999 : Pancawarna
- 2001 : Sahmura
- 2001 : Safa
- 2002 : Sanggar Mustika
- 2003 : E.M.A.S
- 2003 : Anugerah Aidilfitri
- 2004 : Prasasti Seni
- 2006 : Transkripsi
- 2007 : Hadiah Daripada Hati
- 2008 : Lentera Timur
- 2009 : Tahajjud Cinta
- 2011 : All Your Love

## Collaborations
Siti Nurhaliza a collaboré avec de nombreux artistes asiatiques comme Hans Anwar and Lo'Ryder (Brunei), Preap Sovath (en) (Cambodge), AB Three, Agnes Monica, Chrisye, Dewa 19 (en), Gita Gutawa, Harvey Malaiholo, Krisdayanti, Marcell, Melly Goeslaw, Padi (en), Peterpan (en), Rossa, Sahrul Gunawan, Titi DJ et Yana Julio (Indonésie), Hiroshi Takano, Chika Yuri, Hideki Kurosawa INSPi, Leonard Eto, The Boom, You Hitoto (Japon), Alexandra(Laos), Lay Phyu et Iron Cross (Myanmar), Jolina Magdangal and Kuh Ledesma (Philippines), Francesca Peter, Sun Ho,, Tanya Chua, Taufik Batisah (Singapour), Lee Hom Wang (Taiwan), Briohny, Palmy, (Thailande), Lam Trường (Viêt Nam).
Elle a également collaboré Gareth Gates (UK) lors des MTV Asia Awards 2004.
L'un des chanteurs thaïlandais les plus renommés, Tata Young a également exprimé son intérêt à collaborer avec Siti Nurhaliza et en a fait l'éloge comme étant la "Mariah Carey d'Asie" pour ses performances exceptionnelles.
En 2011 et 2012, elle a enregistré des chansons avec Sean Kingston, l'Australien Christian Alexanda et le Britannique Sami Yusuf. Elle a aussi joué avec Donnie Radford (des Platters) le 30 novembre 2012 pour un événement caritatif en faveur du cancer du sein.

## Sources
- (en) Cet article est partiellement ou en totalité issu de l’article de Wikipédia en anglais intitulé « Siti Nurhaliza » (voir la liste des auteurs).